# Tetracanthella specifica
Tetracanthella specifica är en urinsektsart som beskrevs av Alfred Palissa 1968. Tetracanthella specifica ingår i släktet Tetracanthella och familjen Isotomidae. Inga underarter finns listade i Catalogue of Life.